# Ribeirinha (Angra do Heroísmo)
Ribeirinha es una freguesia portuguesa perteneciente al municipio de Angra do Heroísmo, situado en la Isla Terceira, Región Autónoma de Azores. Posee un área de 7,90 km² y una población total de 2 733 habitantes (2001). La densidad poblacional asciende a 345,9 hab/km².
- Datos: Q1999442
- Multimedia: Ribeirinha (Angra do Heroísmo) / Q1999442

1. ↑  Worldpostalcodes.org,código postal n.º 9700-435.